# Karl Bartsch
Karl Friedrich Adolf Konrad Bartsch (født 25. februar 1832, død 19. februar 1888) var en tysk filolog.
Bartsch, der endede som professor i Heidelberg, har indlagt sig store fortjenester ved sine udgaver af provençalske, oldfranske og gamle tyske tekster og ved sine skarpsindige undersøgelser af en mængde spørgsmål vedrørende middelalderens litteratur og sprog. I en alder af 24 år udgav han sin Provenzalisches Lesebuch (1856), der senere deltes i en Chrestomathie provençale (1. udgave 1868) og Grundriss der provenzalischen Litteratur (1. udgave 1872); desuden har han udgivet troubadouren Peire Vidal og Mysteriet om den hellige Agnes. 1866 udkom 1. udgave af hans Chrestomathie de l'ancien français og nogle år efter hans samling Altfranzösische Romanzen und Pastourellen (1870).
Af hans virksomhed som germanist fremhæves hans udgaver af Strickers Karl (1857), Berthold von Holle (1858), Nibelungenlied (1866), Kudrun og Deutsche Liederdichter des 12. bis 14. Jahrhunderts. Hertil slutter sig en række litterærhistoriske undersøgelser og studier: Über Karlmeinet (1861), Über Bawler (1863), Über das Nibelungenlied (1865), Herzog Ernst (1869). Desuden har han gentagne gange behandlet metriske spørgsmål, udgivet en stor samling eventyr og sagn fra Mecklenburg, oversat Robert Burns, Dante, gamle franske folkeviser osv.
Bartsch er tillige flere gange optrådt som selvstændig digter; endelig var han en flittig medarbejder ved tyske og franske videnskabelige tidsskrifter og var i længere tid udgiver af Germania. Som man ser heraf, har hans virksomhed været overordentlig
omfattende, og det kan tilføjes, at den på enkelte områder har været af grundlæggende betydning. Særlig må her fremhæves de arbejder, i hvilke han har søgt at oplyse, på hvilken måde og i hvilket omfang de romanske og germanske landes litteratur påvirkede hverandre i middelalderen.